# Clematis aristata
Clematis aristata — вид рослин з родини жовтецевих (Ranunculaceae), поширений у Австралії.

## Опис
Дводомна дерев'яниста чіпка рослина підіймається в лісовий навіс до 15 м і вище. Листки протилежні; молоді листки прості, зазвичай бузкові, з білуватими прожилками по основних жилах; дорослі листки трійчасті, рідко подвійно трійчасті або прості; листочки від яйцюватих до вузько ланцетних, 3–8 см завдовжки, 1–5 см завширшки, голі або молоді листочки волосисті внизу, зазвичай тьмяні; поля мінливо зубчасті, рідко цілі. Квітки в коротких волотях, рідше одиночні. Чашолистки білі або кремові, довгасті, ланцетні або зворотно-ланцетні, 15–35 мм завдовжки, від голих до густо запушених; чоловічі квітки з пиляками завдовжки 2–3.5 мм кінцевим відростком завдовжки 1–2 мм. Сім'янки сплющені, від косо яйцюватих до зворотно-яйцюватих, довжиною 4–6 мм, мінливо запушені або голі, остюк слизовий, довжиною 2–4.5 см.
Період цвітіння: переважно вересень – листопад.

## Поширення
Поширений в Австралії — Західна Австралія, Південна Австралія, Квінсленд, Новий Південний Уельс, Австралійська столична територія, Вікторія, Тасманія.
Поширений у помірно вологих і дощових лісах і водостоковій рослинності.